# Alfredo Sinclair
Alfredo Sinclair Ballesteros (Ciudad de Panamá, Panamá; 8 de diciembre de 1914 - 2 de febrero de 2014) fue un pintor panameño. Es considerado el primer panameño en explorar el expresionismo abstracto.
Tuvo su primer contacto con la pintura en el taller del pintor Humberto Ivaldy. Estudió pintura en la Escuela Superior de Bellas Artes de la Nación Ernesto de la Cárcova en Buenos Aires, Argentina entre 1947 y 1951, bajo la tutela de Jorge Soto Acebal. Fue profesor de dibujo y pintura en la Facultad de Arquitectura y fue fundador de la Escuela de Bellas Artes de la Universidad de Panamá. Desde 1950 ha estado realizando diversas exposiciones artísticas tanto en Panamá como alrededor del mundo. 
Como pintor trabajó la luz en collage y aplicó técnicas mixtas mediante colores brillantes. Incursionó en el figurativismo pero se le conoció como el padre de la abstracción en la pintura panameña. Comenzó su carrera artística usando referencias semiabstractas a la congestión urbana, así como peces, insectos y otros animales. En la década de 1970 cambió a una abstracción casi completa, con cuadros evocativos de tablas bíblicas o paredes de cuevas rupestres. Posteriormente, tomó como recurso las caras de niños, convirtiéndose en una característica esencial de sus obras.
Fue nombrado "Ciudadano Ejemplar de Panamá" por los clubes cívicos en 1986. En 1991 recibió la Orden Vasco Núñez de Balboa en grado de comendador. En 2000 recibió el premio Excelencias en las Artes, por parte del Museo de Arte Contemporáneo. En 2004 recibió la Medalla Convenio Andrés Bello, siendo el primer panameño en recibir tal condecoración.
Fue padre de Olga Sinclair, también destacada pintora panameña.